# Orange (album)
Orange je studiové album americké smyčcového kvartetu Attacca Quartet, který hraje díla skladatelky Caroline Shaw. Je to první album, kde jsou uvedena díla výhradně této skladatelky. Album bylo nahráno ve dnech 26. - 30. června 2017 ve studiu WHGB v Bostonu. Míchání, střih a finální úprava nahrávky byla provedena ve stejném studiu. Nahrávání i následné úpravy řídil Antonio Oliart. Album vyšlo v roce 2019 ve spolupráci nakladatelství New Amsterdam Records a Nonesuch Records. Album obdrželo hudební cenu Grammy za nejlepší výkon komorního nebo malého souboru. Dále byla nahrávka ve stejném roce nominována i na cenu za nejlepší skladbu současné vážné hudby. V roce 2020 album vyšlo též jako vinylové dvojalbum.

## Hudebníci
Attacca Quartet
- Amy Schroeder – housle
- Keiko Tokunaga – housle
- Nathan Schram – viola
- Andrew Yee – violoncello

Producentem, zvukovým režisérem, autorem střihu a masteringu byl Antonio Oliart z WGBH Studios, Boston.

## Album
| Orange | Orange                                       | Orange        | Orange |
| Pořadí | Název                                        | Hudba         | Délka  |
| ------ | -------------------------------------------- | ------------- | ------ |
| 1.     | Entr'acte                                    | Caroline Shaw | 11:00  |
| 2.     | Valencia                                     | Caroline Shaw | 05:49  |
| 3.     | Plan & Elevation: I. The Ellipse             | Caroline Shaw | 03:58  |
| 4.     | Plan & Elevation: II. The Cutting Garden     | Caroline Shaw | 02:56  |
| 5.     | Plan & Elevation: III. The Herbaceous Border | Caroline Shaw | 03:31  |
| 6.     | Plan & Elevation: IV. The Orangery           | Caroline Shaw | 01:57  |
| 7.     | Plan & Elevation: V. The Beech Tree          | Caroline Shaw | 02:36  |
| 8.     | Punctum                                      | Caroline Shaw | 09:32  |
| 9.     | Ritornello 2.sq.2.j.a                        | Caroline Shaw | 16:36  |
| 10.    | Limestone & Felt                             | Caroline Shaw | 05:42  |

## Zajímavosti
Skladba Punctum je nejstarší skladbou autorky pro smyčcový kvartet. Složila ji v roce 2009. Je v ní použit také motiv z chorálu Erkenne mich, mein Hüter z Matoušových pašií Johanna Sebastiana Bacha (BWV 244).

## Koncertní provedení v Praze
V rámci festivalu Struny podzimu vystoupil dne 19. října 2021 soubor Attacca Quartet spolu s Caroline Shaw v prostorách Centra současného umění DOX. Na programu byly mimo jiné některé skladby z tohoto alba („Valencia“ a „Punctum“). Z představení byl pořízen rozhlasový záznam.